# Tomás González (piloto)
Tomás González (Esperanza, Provincia de Santa Fe; 4 de abril de 2000) es un piloto de automovilismo de velocidad y extenista junior argentino. Su carrera deportiva se inició en el ámbito del tenis, donde jugó a nivel internacional en los circuitos junior entre los años 2003 y 2014. Tras decidir abandonar la práctica del tenis, comenzó a incursionar en el ámbito del deporte motor, debutando en el año 2016 en la categoría Fiat 600 TZ, del Zonal Santafesino. Su trayectoria como corredor continuó en crecimiento, llegando a debutar a nivel nacional en la división Junior de la Top Race en el año 2017. A partir del año 2018, su carrera siguió en la división Top Race Series, mientras que en 2019 se produjo su debut en la divisional TC Mouras de la Asociación Corredores de Turismo Carretera.

## Biografía

### Primeros años
Nacido en la localidad de Esperanza, Provincia de Santa Fe, Tomás González inició su practica deportiva en el ámbito del tenis amateur, compitiendo desde los 3 años en campeonatos junior. En esta disciplina, supo desarrollarse en distintos niveles compitiendo en los niveles G1, G2 y G3, y llegando a desarrollar giras internacionales en los años 2013 y 2014, que incluyeron participaciones en Bolivia, Chile, Colombia, Ecuador, Perú y Venezuela. A pesar de ello, tras haber desarrollado estas participaciones decidió alejarse de la práctica de este deporte, alegando razones personales en su decisión.
Sin embargo, su vida deportiva dio un giro al comenzar a acompañar a su padre Martín a carreras zonales de automovilismo en las que competía. De esa forma, comenzó a vincularse con el deporte motor al cual terminó arribando a mediados del 2016.

### Inicios en el automovilismo
Sus inicios tuvieron lugar en la categoría Fiat 600 TZ del Turismo Zonal Santafesino, donde no tardó en destacarse al obtener su primer triunfo el 27 de julio de 2016 en el Autódromo Ciudad de Paraná. Sus actuaciones en esta temporada, lo terminaron llevando al 10º lugar del campeonato.
En la temporada 2017, González experimentó un importante ascenso que lo catapultó a nivel nacional. En esta temporada, arrancó compitiendo en las dos primeras fechas del campeonato de la Fiat 600 TS del Car Show Santafesino, sin embargo para la tercera fecha anunció su pase a la divisional TS 1800, donde debutó al comando de un Volkswagen Gol Trend que en la temporada anterior se proclamara campeón de la categoría con Nicolás Burki al volante. Con esta unidad compitió hasta la fecha 5, tras la cual anunció un nuevo cambio de categoría, pero en esta oportunidad participando por primera vez a nivel nacional, al anunciar su incorporación a la divisional Top Race Junior.

## Trayectoria
| Año  | Categoría                             | Marca                |
| ---- | ------------------------------------- | -------------------- |
| 2016 | Debut en Fiat 600 TZ                  | Fiat 600             |
| 2017 | Fiat 600 TS, 2 carreras               | Fiat 600             |
| 2017 | Debut en TS 1800 Car Show, 3 carreras | Volkswagen Gol Trend |
| 2017 | Debut en Top Race Junior, 3 carreras  | Mercedes CLA Junior  |
| 2018 | Debut en Top Race Series              | Geely Emgrand Series |
| 2019 | Debut en TC Mouras, 5 carreras        | Ford Falcon          |
| 2019 | Top Race Series                       | Toyota Camry Series  |
| 2020 | Debut en TC Pista Mouras              | Dodge Cherokee       |

### Trayectoria en Top Race
| Temporada | Categoría       | Vehículo                 | Equipo              | Posición final     |
| --------- | --------------- | ------------------------ | ------------------- | ------------------ |
| 2017      | Top Race Junior | Mercedes-Benz CLA Junior | SDE Competición     | 24º (10.00 puntos) |
| 2018      | Top Race Series | Geely Emgrand Series     | Pfening Competición | 5º (94.00 puntos)  |
| 2019      | Top Race Series | Toyota Camry Series      | Pfening Competición | 15º (41.00 puntos) |

- [7]